# Yanquetruz
Yanquetruz fue un cacique entre los ranqueles del sur de Córdoba, Santa Fe, San Luis y La Pampa. Yanquetruz, "el fuerte", tomó el mando ranquel a la muerte del cacique Carripilún, quien murió sin descendencia, teniendo su campamento en Leubucó. 
Era descendiente del cacique Yanquetruz (Llanquitur) que en las últimas décadas del siglo XVIII luchó en el sur de Mendoza contra Amigorena.

## Biografía
En 1818 llegó a Leubucó junto a un centenar de guerreros indígenas, llegando con él su esposa Carú Luán y su hijo Pichun. Se destacó en los malones y adquirió suficiente fama y poder como para ser elegido jefe de los ranqueles a la muerte de Carripilún.
El 3 de diciembre de 1820, junto con 2000 indígenas, incentivados por el caudillo chileno José Miguel Carrera, a quien los indígenas llamaban pichi rey (no tomó parte en el asalto), atacó el pueblo de Salto destruyéndolo completamente, cautivando a las mujeres y asesinando a los hombres. Los pueblos de Rojas, Lobos y Chascomús también fueron asaltados.
El 14 de diciembre de 1830 los boroanos entraron en alianza con Yanquetruz firmando un acuerdo en Chillué (actualmente Valle Argentino en la Provincia de La Pampa) en el que participaron 26 caciques boroanos, 19 caciques ranqueles del bando de Yanquetruz y 9 caciques ranqueles del bando de Pablo, adhiriendo todos a la alianza de los boroanos con Juan Manuel de Rosas e iniciando operaciones contra los hermanos Pincheira en el sur de San Luis y de Mendoza.
El 19 de agosto de 1831 los caciques boroanos Cañiuquir, Rondeau, Canuillán y Mellín junto con Yanquetruz sitiaron Río Cuarto y se llevaron el ganado de las estancias cercanas poniendo como pretexto que actuaban contra los unitarios de Córdoba, aunque esta provincia ya estaba en poder de los federales. Actuaron en forma pacífica y enviaron a Rosas a doce unitarios refugiados entre las filas de Yanquetruz (entre ellos el ex gobernador de San Luis, coronel Luis Videla y el teniente coronel Cuadra). Al parecer actuaron así guiados por versiones de una ruptura de su alianza con Rosas y un ataque general contra ellos. Las acciones de Río Cuarto terminaron rompiendo la alianza de Yanquetruz con los boroanos y con Rosas y en octubre de 1831 acogió a un grupo de unitarios encabezados por Manuel Baigorria.
Entre 1833 y 1834 Rosas llevó adelante una campaña contra los indígenas de la Pampa y norte de la Patagonia (véase Campaña de Rosas al Desierto), en tres columnas, la del oeste al mando del gobernador de Mendoza general José Félix Aldao, partió el 3 de marzo de 1833 con unos 800 soldados desde el Fuerte de San Carlos en el sur de Mendoza. Debía avanzar hasta la confluencia de los ríos Limay y Neuquén en donde se reuniría con la columna del este, pero en septiembre de 1833 regresó por orden de Quiroga luego de que los indígenas de Yanquetruz mataran a 80 soldados en el Paso de la Balsa sobre el  río Salado. La columna del centro al mando del general José Ruiz Huidobro, partió a mediados de febrero de 1833 desde San Luis con unos 1000 soldados, su objetivo era alcanzar el río Colorado en donde se uniría a la columna del este. Derrotó a Yanquetruz en la Batalla de las Acollaradas el 16 de marzo, pero al llegar a la laguna Trapal (actual provincia de La Pampa) regresó, después de que Yanquetruz le arrebatara la caballada.
En 1834 Yanquetruz regresó a su territorio e inició una campaña contra San Luis, atacando Achiras el 7 de marzo y luego El Morro y otros sitios. El 8 de octubre de 1834, fuerzas de San Luis y Buenos Aires al mando de Pantaleón Argañaraz derrotaron a Yanquetruz en Pampa del Molle (o del Rosario), muriendo los caciques Colipay, Pulcay, Pichun (hijo de Yanquetruz) Carrané, Pallan y Cutiño.
A su muerte en 1836 lo sucedió el cacique Painé Nürü, mientras que el hijo de Yanquetruz, Pichún, quedó como segundo al mando.